# Virginia Romay
Virginia Romay (Buenos Aires, Argentina; 1916-Buenos Aires, Argentina; 1994) fue una primera actriz de cine, teatro y televisión argentina.

## Carrera

### Filmografía
Romay actuó en más de 30 películas como:
- 1951: En cuerpo y alma como la madre
- 1952: Si muero antes de despertar como una Maestra
- 1953: En cuerpo y alma como La madre
- 1953: La casa grande
- 1953: Honrarás a tu madre
- 1954: Días de odio como la madre
- 1954: Sin familia
- 1954: Tren internacional
- 1955: Concierto para una lágrima
- 1955: Adiós muchachos
- 1956: Los tallos amargos como la madre de Alfredo
- 1960: Los acusados
- 1960: Todo el año es Navidad
- 1961: Tiernas ilusiones
- 1961: Don Frutos Gómez
- 1968: Operación San Antonio
- 1968: Humo de marihuana como Matilde
- 1969: Los muchachos de antes no usaban gomina
- 1969: Kuma Ching como la Vecina espía
- 1969: Desnuda en la arena como la Madre de Alicia
- 1971: El caradura y la millonaria
- 1971: El Ángel de la muerte como la princesa
- 1972: Destino de un capricho
- 1972: La sonrisa de mamá como la asistente de Angélica
- 1972: Había una vez un circo como Marta
- 1973: ¡Quiero besarlo Señor!
- 1974: Intimidades de una cualquiera
- 1975: Carmiña (Su historia de amor) como la Madre Superiora
- 1978: Comedia rota
- 1979: De cara al cielo
- 1982: El agujero en la pared

### Televisión
- ?: Vínculos
- ?: Teatro Palmolive del Aire
- 1956: Teatro del sábado.
- 1960: Cuentos para mayores
- 1960: A las cinco con Mariana / A las 15 con Mariana / Mariana
- 1961: Noches de teatro Grafa
- 1962: Teleteatro de las 15
- 1962: La hora Fate
- 1964: Teleteatro del Hogar
- 1966: Carola y Carolina
- 1966/1969: El teatro de Alfredo Alcón
- 1968: La pulpera de Santa Lucía
- 1968: Testimonios de hoy... Autores argentinos
- 1969: Ciclo de Myriam De Urquijo
- 1970: Años de amor y coraje como Laura
- 1970/1971: Soledad, un destino sin amor como Sara
- 1971: Estaciòn Retiro
- 1971: Tiempo de vivir
- 1972: Malevo
- 1973: Papá corazón
- 1973: Alta Comedia
- 1973: El Teatro de Pacheco
- 1973: Quiero saber tu verdad
- 1974: El teatro de Jorge Salcedo
- 1978: Nuestro encuentro
- 1979: Novia de vacaciones
- 1979: El mundo del espectáculo
- 1980/1981: Estación terminal como Marieta, la asistente de Nora
- 1981: El ciclo de Guillermo Bredeston y Nora Cárpena
- 1982/1983: Todos los días la misma historia
- 1983: El teatro de Irma Roy
- 1986: Dos para una mentira[3]

### Radio
Romay también incursionó extensamente en el radioteatro argentino. En 1943 formó parte de la compañía de Juan Carlos Chiappe y Aldo Luzzi  al grabar el programa El dolor de un gran amor.

### Teatro
Conformó junto a otros grandes maestros teatrales como Adolfo García Grau, Marcos Zucker y Roberto Pieri, el grupo de los grandes artistas del teatro popular. En 1958 integra la Compañía teatral de Francisco Petrone.
Entre sus obras se destacan:
- Serenata porteña (1941)
- Tres mil pesos (1948), en el Teatro General San Martín, junto con Eva Franco, María Rosa Gallego, Mario Macrina, Carmen Llambí, José Franco y Nola Osés, entre otros.
- Destellos, escrita por Juan Carlos Chiappe, con la Compañía de Héctor Tomás Octavio Bates, junto con  Héctor Miranda, Laurita Camili y Cosé Canosa.
- Chéri (1955), la principal figura de la pieza de Colette.
- La acción en Buenos Aires, un día cualquiera de estos tiempos (1957)
- Un guapo del 900 (1959/1960)
- Las tres hermanas (1962) como Olga
- Los soldados (1962) con el papel de la Señora Weesener
- La adoración de los pastores (1962)
- Cremona (1971) como la abuela